# Yahya Al-Shehri
Yahya Sulaiman Ali Al-Shehri (ur. 26 czerwca 1990 w Ad-Dammam) – saudyjski piłkarz występujący na pozycji pomocnika. Gra obecnie w klubie CD Leganés oraz reprezentacji kraju. Z drużyną narodową wystąpił na Pucharze Azji w 2015.